# Exonucléase

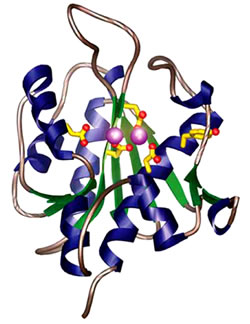
Exonuclease WRN. Les parties actives sont en jaune.

L'exonucléase est une nucléase, une enzyme qui coupe les acides nucléiques (ADN ou ARN). Le préfixe exo précise que cette coupure se fait à partir d'une extrémité, un nucléotide à la fois, et dans un sens 5' vers 3'.
Par exemple, l'exonucléase III fonctionne à partir de l'extrémité 3' (sauf si celle-ci est protubérante).
Cette enzyme catalyse l'hydrolyse séquentielle des nucléotides d'un ADN double brin dans le sens 5'→3'. Elle libère des monodésoxynucléotides à partir de l'extrémité 3' d'un ADN bicaténaire. Elle est inactive sur ADN simple brin. Elle agit sur des ADN double brins obtenus par coupure franche avec des enzymes de restriction ou sur ADN double brin dont les extrémités 3'(OH) sont en retrait.
Dans la nomenclature EC, ces enzymes sont classées dans les groupes EC3.1.11 à EC3.1.16.

## Sources
1. ↑  CHUPS - Biologie génique - Objectifs au cours de Formation de base IFTAB (2e année) Diplôme d'Université P. et M. Curie Formation continue